# رسة (جنس)
رِسَّة هو جنس من الحلزونات البحرية الدقيقة أو الرخويات البحرية بطنيات الأقدام أو الرخويات الصغيرة في فصيلة الرِّسِّيَّات.